# 13424 Margalida
13424 Margalida eller 1999 VD24 är en asteroid i huvudbältet, som upptäcktes 8 november 1999 av de båda spanska astronomerna Ángel López Jiménez och Rafael Pacheco vid Mallorca-observatoriet. Den är uppkallad efter frun till en av upptäckarna, Margalida Rechac.
Asteroiden har en diameter på ungefär 4 kilometer.